# Шолкович, Семён Вуколович
Семён Вуколович Шолкович (1840—1886) — заслуженный преподаватель Виленского реального училища, член виленской археологической комиссии, автор ряда монографий.

## Биография
Семён Шолкович родился 3 мая 1840 года в селе Тонежи, Мозырского уезда, Минской губернии, где отец его был сельским священником. Род Шолковичей — старинный дворянский, твердо стоявший всегда за русское и православное направление. Шолкович воспитывался сначала в минском духовном училище, а потом в минской духовной семинарии, по окончании курса которой поступил в университет Святого Владимира (ныне Киевский национальный университет имени Тараса Шевченко) на филологический факультет. Университет этот переживал тогда тяжелое время. Студенты-поляки, которых было большинство, готовились к событиям 1863 года и в то же время старались привлечь на свою сторону русских студентов с тем, чтобы начать беспорядки в университете.
Шолкович, бывший тогда на старших курсах, с группой других русских студентов, энергично боролся против притязаний поляков, причём на одной из сходок русских студентов решено было отправить три депутации: к генерал-губернатору, попечителю и ректору и объяснить им, что русские студенты не виноваты во всех совершавшихся смутах, что самые смуты совершаются в стенах университета с той целью, чтобы закрыть его, как единственное противодействие польским козням.
Окончив университет в 1863 году, С. Шолкович 31 декабря того же года был назначен сверхштатным преподавателем русского языка и словесности при виленском дворянском институте. Здесь ему сразу пришлось столкнуться и вступить в борьбу с польским влиянием. Положение его, как преподавателя русского языка, было еще труднее, чем положение других преподавателей. Его строгие требования во время экзаменов, особенно приёмных, хотя были и справедливы, но вызывали неудовольствие, жалобы и даже клевету со стороны родителей не принятых детей. В 1865 году дворянский институт был преобразован в реальную прогимназию, а последняя в 1868 году в реальнее училище.
Помимо своей преподавательской деятельности, Шолкович вскоре после окончания университета начал работать и на литературном поприще, сделавшись деятельным сотрудником «Виленского вестника» и корреспондентом «Московских Ведомостей». Деятельность его в этом направлении выразилась в целом ряде статей исторического, публицистического и полемического содержания.
В 1870 году, по поручению тогдашнего попечителя виленского учебного округа H. А. Сергиевского, он занялся историческим исследованием «О тайных обществах в учебных заведениях в Северо-Западном крае при князе А. Чарторийском». Это исследование было им напечатано в 5-м номере журнала «Заря» за 1871 год.
Когда виленский генерал-губернатор граф Михаил Николаевич Муравьёв-Виленский оставил свой пост, положение в Северо-Западном крае сильно изменилось: польское течение в обществе усилилось, и положение лиц, старавшихся защищать русские интересы, стало очень тяжелым. Особенно трудно приходилось тем, кого подозревали в авторстве обличительных статей в периодической печати. В число этих лиц попал и Шолкович.
К нему явились с обыском и хотя ничего положительно доказывающего, что он автор корреспонденций в «Московских ведомостях» не было найдено, однако от него настоятельно потребовали, чтобы он оставил Северо-Западный край, и только заступничество П. Н. Батюшкова избавило его от этой неприятности. Но вскоре, с уходом Батюшкова в отставку, опять начали искать корреспондента «Московских ведомостей», и положение Шолковича снова стало критическим. Только поддержка И. П. Корнилова и содействие нового попечителя виленского учебного округа H. А. Сергиевского дали ему возможность удержаться на прежнем месте.
24 февраля 1870 года он был назначен членом виленской археографической комиссии. С этих пор он начал усердно работать над историей Северо-Западного края. Разбирая и прочитывая массу архивных документов, выбирая из них наиболее интересное, он приготовил к печати почти один 14 томов, причём сам написал к семи из этих томов предисловия. Несмотря на массу занятий в качестве преподавателя и члена архивной комиссии, он находил еще время и для других литературных трудов, публикуя свои работы в «Голосе Москвы», в «Литовских Епархиальных Ведомостях», в «Виленском вестнике» и некоторых других периодических изданиях.
В 1882 году он сделал очень обстоятельный разбор третьего тома «Живописной России», помещенный сначала в «Литовских Епархиальных Ведомостях», а потом вышедший в Вильне отдельной брошюрой. Вслед за тем учёный принял участие в составлении сборника палеографических снимков с древних грамот и актов, хранящихся в виленском центральном архиве.
В 1885 году С. В. Шолкович написал большую работу «О границах Польской Короны и Великого Княжества Литовского», напечатанную в VIII выпуске «Памятников русской старины в западных губерниях» (издание П. Н. Батюшкова). Наконец года за полтора до смерти он принялся за издание «Сборника статей, разъясняющих польское дело по отношению к Западной России», но успел сам напечатать только первый выпуск (Вильна, 1885), а второй был приготовлен им только наполовину и закончен и напечатан уже после смерти автора (Вильна, 1887).
С. В. Шолкович также состоял членом-основателем и первым безвозмездным делопроизводителем совета Свято-Духовского братства.
Более чем двадцатилетняя усиленная деятельность на педагогическом, литературном и научном поприщах, сопряженная с целым рядом крупных неприятностей, естественно не могла не отразиться на его здоровье. Весной 1886 года он уехал лечиться в Крым на Сакские грязи и, казалось, совсем поправился, но вскоре по возвращении у него открылась грудная жаба.
Семён Вуколович Шолкович скончался 8 октября 1886 года и был погребен в Вильне на Евфросиниевском кладбище Свято-Духовского монастыря.

## Избранная библиография
- «О тайных обществах в учебных заведениях в Северо-Западном крае при князе А. Чарторийском»
- «О границах Польской Короны и Великого Княжества Литовского»,
- «Сборник статей, разъясняющих польское дело по отношению к Западной России»
- «По поводу открытия классов в виленской гимназии» («Виленский вестник», 1864, № 105),
- «Историческая заметка о "Виленском вестнике"» («Виленский вестник», 1866, №№ 66, 68, 70, 72 и 74),
- «Новое Время» и «Виленский музей» («Современная летопись», 1868, № 19)[2].